# José Pablo Feinmann
Nascido em Buenos Aires em 1943, o filósofo, acadêmico, escritor e apresentador de TV argentino José Pablo Feinamann foi um dos principais intelectuais de seu país.

## Trabalho
Começou a ser conhecido em 1973, quando passou a ser diretor do Centro de Estudios del Pensamiento Latinoamericano, do Departamento de Filosofia da UBA, a Universidade de Buenos Aires. Ele foi um ativo militante da JP (a Juventude Peronista), nos anos 70, considerando o peronismo um grande movimento revolucionário de massas. Sempre opôs-se ao uso da violência para fins políticos, sobretudo ao foquismo pregado por Ernesto Che Guevara, o qual se tornou bastante popular dentro de alguns setores da esquerda peronista depois do triunfo da Revolução Cubana, como os montoneros. Porém, deixou o peronismo nos anos 90, durante o governo de Carlos Menem. Seus estudos sobre o peronismo são muito debatidos por outros historiadores e teóricos desse movimento. Sua área de interesse abrange tudo que diga respeito às artes e à filosofia, e muitos argentinos o respeitam como um de seus maiores pensadores de sua história.

## Anos recentes
Ganhou fama principalmente em 2008, quando começou a dirigir o programa "Filosofía Aquí & Ahora", no canal Encuentro, do Ministério da Educação, Ciência e Tecnologia da Argentina. José Pablo Feinmann escreveu para o Página/12, um dos principais jornais de Buenos Aires, sobre política, cinema, literatura. Também tem um programa televisivo sobre cinema (o Cine Contexto), emitido pelo Canal 7. Seus programas podem ser vistos em vários sites da Internet.

## Citação
Abaixo, segue um comentário seu a uma célebre frase de Jean-Paul Sartre, feito numa das apresentações de seu programa Filosofía Aquí & Ahora, em 2008, com as palavras originais e logo após a tradução:
- Sartre tiene una frase que dice: "Cada hombre es lo que hace con lo que hicieron de él." Esto para mi es una frase de las más fundamentales de toda la historia de la humanidad. Porque, evidentemente, desde que nacemos hacen de nosotros algo; nosotros nacemos y nos hablan, nos meten una léngua, y nosotros la recibimos, como una esponja, palabras, palabras, palabras... Cuando empezamos a hablar, ¿qué decimos? - Decimos las palabras que nos dijeron, es decir, no tenemos un lenguaje propio; solo creemos que dominamos una lengua y esa lengua nos domina a nosotros. Pero, alguna vez, vamos a tener que decir una palabra nueva, alguna vez vamos a tener que decir una palabra que sea nuestra, y esa va a ser nuestra libertad. Entonces, es cierto el linguaje que nos condiciona, el entorno sociopolítico que nos condiciona, el inconsciente que nos condiciona, es verdad todo eso, todo lo que quieran; pero, a partir de algun momento, tenemos que ser responsables por nuestra vida nosotros mismos, porque somos lo que elegimos ser. Entonces, bienvenida la frase del maestro Jean-Paul, que dice "cada hombre es lo que hace con lo que hicieron de él."

- Sartre tem uma frase que diz: "Cada homem é aquilo que ele mesmo fez com aquilo quem fizeram dele." Isso para mim é uma das frases mais fundamentais de toda a história da humanidade. Porque, com certeza, desde que nascemos fazem algo de nós; nascemos e nos falam, nos dão uma língua, e nós a recebemos, como esponjas, palavras, palavras, palavras... Quando começamos a falar, dizemos o que? Dizemos as palavras que nos disseram, ou seja, não temos então uma linguagem autenticamente nossa; apenas acreditamos que dominamos uma língua e essa língua nos domina. Porém, algum dia teremos que dizer uma palavra nova, algum dia teremos que dizer uma palavra que seja nossa, e essa será a nossa liberdade. Assim, é verdade a linguagem que nos condiciona, o ambiente político-social que nos condiciona, tudo isso é verdade, que seja; mas, a partir de algum momento, temos que ser nós mesmos responsáveis pela nossa vida, porque somos o que escolhemos ser. Por isso, bem vinda a frase do mestre Jean-Paul, que diz que "cada homem é aquilo que ele mesmo fez com aquilo quem fizeram dele."

## Família
Feinamann era casado com María Julia Bertotto, com quem teve duas filhas: Virginia Feinmann e Verónica Feinmann.

## Origem étnica
Sua mãe, cujo sobrenome é "de Albuquerque", é brasileira, e seu pai é judeu. O próprio Feinmann relata que já sofreu antissemitismo, e identificava-se como judeu.